# Nastra boa
Nastra boa är en fjärilsart som beskrevs av Evans. Nastra boa ingår i släktet Nastra och familjen tjockhuvuden. Inga underarter finns listade i Catalogue of Life.